# Coast Guard Investigative Service
Il Coast Guard Investigative Service (CGIS) è una divisione della guardia costiera degli Stati Uniti che si occupa di investigare su crimini in cui è coinvolta in qualche modo la guardia costiera. È composta da personale civile, militari in servizio attivo e agenti speciali.

## Missioni
Il servizio investigativo della guardia costiera degli Stati Uniti d'America svolge un ruolo nell'investigazione e nella raccolta di informazioni di polizia e di intelligence, nelle acque territoriali Usa. Ha un ruolo anche nella lotta contro il terrorismo e collabora con altre agenzie del Dipartimento della Sicurezza Interna degli Stati Uniti d'America.

## Agenti speciali del CGIS
Gli agenti speciali del CGIS sono civili, ma anche militari in servizio attivo, riservisti o warrant officer (specialisti in determinati campi). Hanno l'autorità per eseguire arresti e ricercare prove.